# 150 anos de música no Brasil (1800-1950)
150 anos de música no Brasil (1800-1950) é um livro de história da música brasileira escrito por Luiz Heitor Corrêa de Azevedo e publicado pela Livraria José Olympio Editora em 1956. É uma das principais referências para o estudo da música erudita brasileira.